# Azrael (film)
Pour plus de détails, voir Fiche technique et Distribution.
Azrael est un film d'action-horreur américain de 2024 réalisé par E. L. Katz et écrit par Simon Barrett.

## Distribution
- Samara Weaving : Azrael
- Nathan Stewart-Jarrett : Kenan
- Vic Carmen Sonne : Miriam
- Katariina Unt : Josephine